# Луїс Краснер
Луїс Краснер (англ. Louis Krasner; 21 червня 1903, Черкаси — 4 травня 1995, Бруклін) — американський скрипаль.

## Біографія
У п'ятирічному віці разом з родиною переїхав до США. Навчався в Консерваторії Нової Англії у Ойгена Грюнберга, потім відправився в Європу. Займався в Парижі у Люсьєна Капі, в Чехії у Отакара Шевчика, в Берліні у Карла Флеша. Починаючи з 1928 р. широко концертував по Європі, надаючи перевагу творам сучасних композиторів, зокрема, Йосипа Ахрона і Альфредо Казелли. У 1930 р. познайомився з Альбаном Бергом і звернувся до нього з проханням про створення скрипкового концерту; після різного роду відмов і коливань Берг виконав це прохання, і Краснер з успіхом виконав його концерт 19 квітня 1936 р. в Барселоні, потім в ряді інших європейських і американських міст. За цією прем'єрою пішла інша, не менш значна: Концерт для скрипки з оркестром Арнольда Шенберга (6 грудня 1940, з Філадельфійським оркестром під керуванням Леопольда Стоковского). Надалі перші виконання своїх творів Краснеру довіряли Роджер Сешенс, Генрі Кауелл, Рой Харріс.
Після 1944 р. Краснер відмовився від сольної кар'єри. Протягом п'яти років він обіймав посаду концертмейстера Міннеаполіського симфонічного оркестру, в 1949—1972 рр. викладав в Сиракузькому університеті, з 1976 р. — в Консерваторії Нової Англії.